# 蒙得维的亚市政厅
蒙得维的亚市政厅（Palacio Municipal）是乌拉圭蒙得维的亚地方政府机构所在地，位于该市中区，该市的主干道七月十八日大道，它是由乌拉圭建筑师Mauricio Cravotto设计。 
目前的建筑于1935年开始建设，1941年7月16日落成。不同于1929年Cravotto的原设计，由于财政原因从设计高度114米下降为78米，高度次于萨尔沃宫。

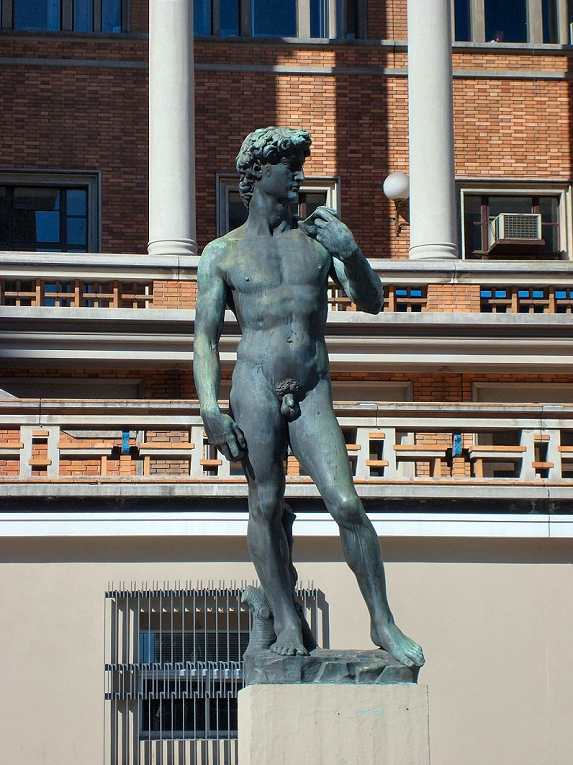
大卫像复制品

在正门的前面是令人印象深刻的大卫像青铜复制品。大楼的中庭举办艺术，工艺等展览，而右侧有萨莫特拉斯的胜利女神复制品。大楼的西翼设有艺术史博物馆。